# Jason Robinson
Jason Michael Robinson (Tacoma, Washington, Estados Unidos, 12 de agosto de 1980), mais conhecido como Jason Robinson, é um jogador de basquete que atua como Ala-armador ou Ala. Joga atualmente no Flamengo.